# Путевой пост

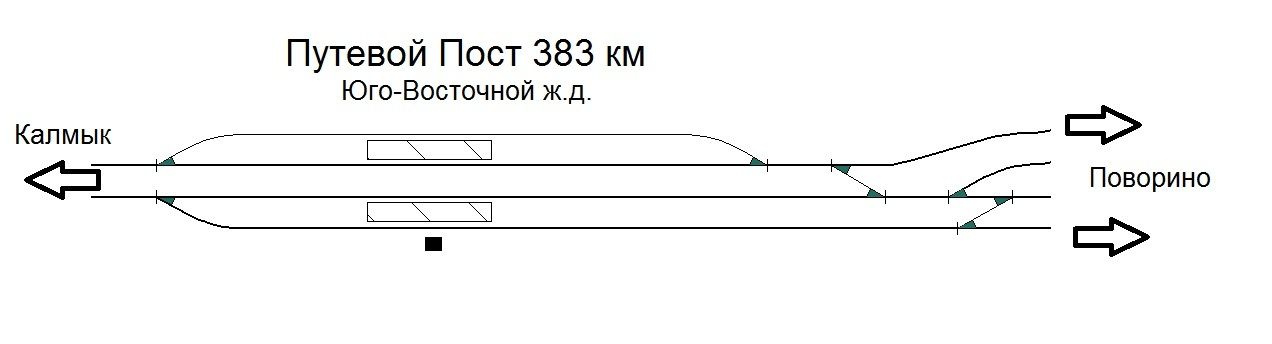
Один из вариантов путевого поста

Путевой пост — раздельный пункт на железнодорожной линии (не оборудованной автоблокировкой) в месте примыкания или схождения двух или более магистральных линий или главного направления со второстепенным, либо при подходе к железнодорожному узлу со спецификой разграничения движения поездов в различных направлениях (например, пассажирские поезда в пассажирский парк или на пассажирскую станцию, грузовые — в парки приема, отправления или транзитные сортировочной станции или грузовой станции, либо в обход всего узла или конкретных раздельных пунктов), на конце двухпутной вставки, если он расположен вне какой-либо станции (в том числе разъезда).
Путевой пост обычно состоит из стрелочного перевода для распределения направления движения поездов, улавливающих или предохранительных тупиков или сбрасывающих стрелок.
На некоторых путевых постах имеется небольшое путевое развитие по типу шлюза или разъезда. Как правило, пассажирские или грузовые операции на путевых постах не выполняются, устройства для обслуживания пассажиров (платформы, билетные кассы и т. п.) отсутствуют. Сами же путевые посты устраиваются без необходимости привязки к населенным пунктам.
Определение из ПТЭ относит к путевым постам также блок-посты, не имеющие каких-либо разветвлений или пересечений путей, только разделяющие межстанционный перегон при полуавтоматической блокировке на части (называемые в этом случае межпостовыми перегонами) для увеличения пропускной способности. Однако наименование конкретных блок-постов всегда включает в себя именно слово «блок-пост», поэтому в случаях, когда встречается название со словосочетанием «путевой пост», или таким образом в речи называется какой-либо конкретный пост, это практически наверняка обозначает именно путевой пост, имеющий какое-либо разветвление путей (то есть стрелочные переводы), а не блок-пост.